# Emmanuel de Grouchy
Emmanuel de Grouchy (Párizs, 1766. október 23. – Saint-Étienne 1847. május 29.) francia gróf, katonatiszt, Franciaország marsallja.

## Élete és pályafutása
Hadi pályáját már 14 éves korában megkezdte. 19 éves korában kapitány volt a királyi testőrségben. A forradalom kitörésekor a forradalmi párthoz csatlakozott. Előbb tábori marsall-lá, majd hadosztály-tábornokká léptették elő. 1798-ban Joubert alatt Itáliában harcolt. Novinál súlyos sebet kapott és fogságba esett. Kiszabadulása után előbb Graubündenbe, majd Moreau hadseregéhez Németországba ment, jelentékeny része volt a hohenlindeni győzelem kivívásában. Az 1806-os és 1807-es hadjáratokban is kitűnt.
1809-ben Itáliában (május 8.), a Piave menti csatában harcolt egy dragonyoshadosztály élén. Csapataival ezután Magyarországra érkezett, harcolt a június 9-11-i Marcal-menti ütközetben, a június 12-i pápai ütközetben, és kulcsszerepe volt a győri csatában.
A wagrami csatában dragonyos hadosztálya élén harcolt, többek között a Simonyi őrnagyot (a híres huszárt, aki 1813-ban ezredes lett) soraiban tudó 4. Hessen-Homburg-huszárezred ellen a francia jobbszárny szélén.
Napóleon a Francia Köztársaság Becsületrendje főtisztjévé nevezte ki. 1812-ben a 2. lovashadtest parancsnoka lett, az oroszországi visszavonulás során a lovasság maradékából szervezett „aranyszázad” parancsnoka volt. 1813-ban elhagyta a hadsereget, mivel a császár nem teljesítette azt a kérését, hogy hadtestparancsnok. Miután a szövetségesek 1814-ben átlépték a Rajnát, ismét szolgálatba lépett, nagy vitézséggel küzdött Troyes, Joinville stb. mellett s Craonne-nál súlyos sebet kapott. Az első restauráció után száműzték, de már 1815 elején visszatért. Amikor I. Napóleon elhagyta Elba szigetét, és kikötött Franciaországban, Grouchy azonnal csatlakozott hozzá, és szétverte az Angoulême hercegének vezérlete alatt felvonuló királyi csapatokat. Ezért őt Napóleon marsallá és a teljes lovasság parancsnokává nevezte ki.
A lignyi csata után I. Napóleon őt bízta meg  a porosz hadsereg üldözésével. Ő a császár parancsát betű szerint véve, június 18-án Wavrenál megtámadta a Thielmann által vezetett porosz hadtestet, ahelyett, hogy – mint tábornokai sürgették – az ágyúdörgés hangjától vezetve Waterloo felé sietett volna. Napóleon, aki eközben Waterloonál egyre várta Grouchy megérkezését, utóbb őt okolta csata elvesztésével és még emlékirataiban is Grouchyt tüntette fel bűnbakként. Grouchy a waterlooi csata után Namurbe vonult vissza, s miután a szövetségeseket hiába igyekezett visszatartani, hadseregével Párizs felé tért vissza. A Bourbon-ház másodszori visszatérése után száműzöttként Észak-Amerikába ment és csak 1819-ben nyert engedélyt a visszatérésre. A júliusi forradalom után Lajos Fülöp király elismerte marsallnak és 1832-ben Franciaország pairjévé nevezte ki.
Emlékiratait unokája adta ki (Mémoires du maréchal de Grouchy, Párizs 1873-74, 5 köt.).

## Kapcsolódó szócikk
- Napóleoni háborúk